# Hedin (cràter)
Hedin és un cràter d'impacte lunar amb la tipologia comunament anomenada «plana emmurallada». Es troba al sud dels cràters Olbers i Glushko, i al nord-oest del cràter Riccioli. A l'est hi ha una altra plana emmurallada, el cràter Hevelius.

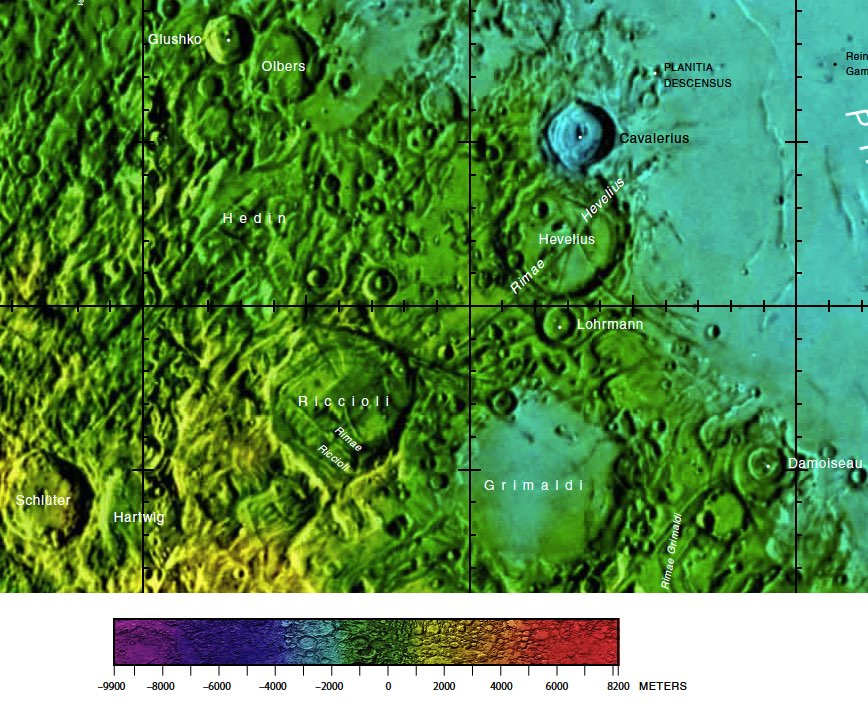
Localització d'Hedin (superior esquerra de la imatge)
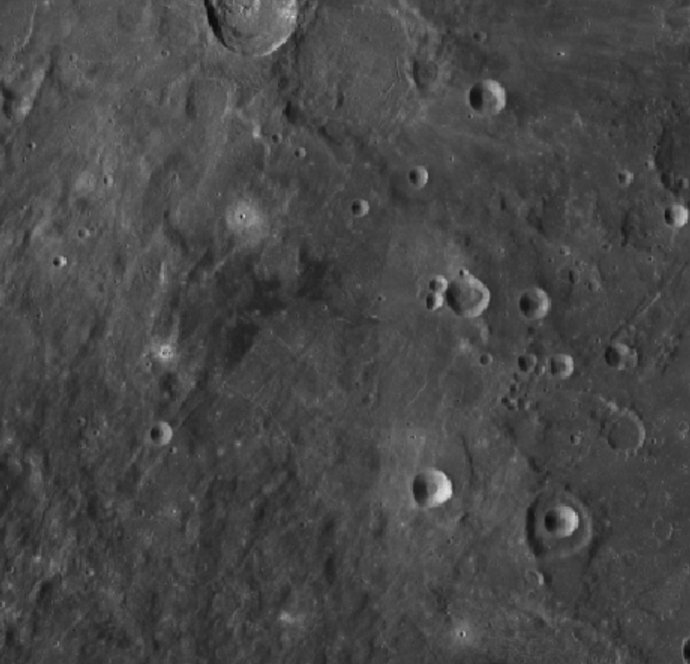
Cràter Hedin (imatge de la LRO)

El cràter té una vora exterior deteriorada, desgastada i remodelada per impactes posteriors. Diversos petits cràters se situen prop de la seva vora, incloent Hedin F (nord-est) i Hedin H (sud-est).

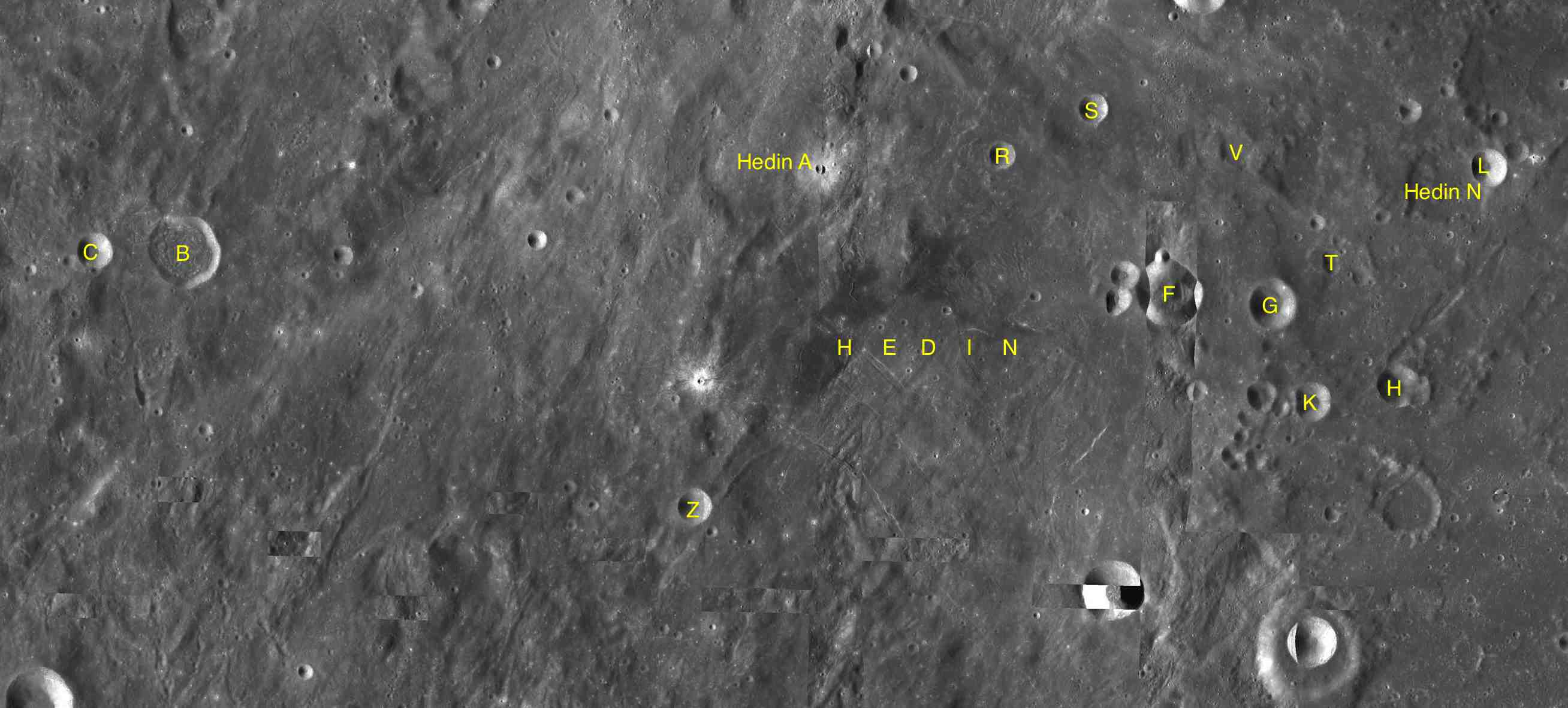
Cràters satèl·lit

El sòl interior ha estat remodelat per l'esdeveniment d'impacte que va crear la Mare Orientale al sud-est, sent travessat per un parell d'esquerdes lineals que avancen cap al sud-est. Només una secció de la plataforma interior al costat de la vora nord-oest apareix relativament anivellada, amb un terreny de baix albedo producte del ressorgiment de fluxos de lava.
Aquest cràter és de vegades anomenat «Sven Hedin» en publicacions antigues.

## Cràters satèl·lit
Per convenció aquests elements són identificats en els mapes lunars posant la lletra en el costat del punt central del cràter que està més proper a Hedin.
| Hedin | Coordenades                        | Diàmetre |
| ----- | ---------------------------------- | -------- |
| A     | 5° 30′ N, 78° 06′ O / 5.5°N,78.1°O | 60 km    |
| B     | 4° 24′ N, 83° 42′ O / 4.4°N,83.7°O | 20 km    |
| C     | 4° 24′ N, 84° 36′ O / 4.4°N,84.6°O | 10 km    |
| F     | 4° 00′ N, 74° 24′ O / 4.0°N,74.4°O | 19 km    |
| G     | 3° 48′ N, 73° 24′ O / 3.8°N,73.4°O | 14 km    |
| H     | 3° 00′ N, 72° 12′ O / 3.0°N,72.2°O | 11 km    |
| K     | 2° 54′ N, 73° 00′ O / 2.9°N,73.0°O | 11 km    |
| L     | 5° 06′ N, 71° 18′ O / 5.1°N,71.3°O | 10 km    |
| N     | 4° 54′ N, 71° 42′ O / 4.9°N,71.7°O | 24 km    |
| R     | 5° 18′ N, 75° 54′ O / 5.3°N,75.9°O | 7 km     |
| S     | 5° 42′ N, 75° 06′ O / 5.7°N,75.1°O | 8 km     |
| T     | 4° 12′ N, 72° 48′ O / 4.2°N,72.8°O | 7 km     |
| V     | 5° 12′ N, 73° 42′ O / 5.2°N,73.7°O | 9 km     |
| Z     | 1° 54′ N, 78° 54′ O / 1.9°N,78.9°O | 10 km    |